# Operatie Alan
Operatie Alan was tijdens de Tweede Wereldoorlog de codenaam voor de bevrijding van de Nederlandse stad 's-Hertogenbosch door de Geallieerden. De operatie vond tussen 22 en 27 oktober 1944 plaats en resulteerde in de bevrijding van de stad.

## Aanloop
Door het mislukken van Operatie Market Garden waren de Geallieerden er niet in geslaagd om een bruggenhoofd over de Waal te veroveren. Om gebruik te kunnen maken van de haven van Antwerpen moesten de Duitse troepen die gelegerd waren op de Zeeuwse eilanden Noord-Beveland en Walcheren verslagen worden. De Duitse voorraden voor deze legereenheden kwamen via 's-Hertogenbosch. De stad had een garnizoen van vier Duitse bataljons. De 53e (Welshe) Infanteriedivisie onder leiding van Robert Knox Ross kreeg de taak om 's-Hertogenbosch te ontzetten.
Ross plande een aanval naar Den Bosch die verdeeld was over twee brigades. De 160ste Brigade rukte ten noorden van de spoorweg naar Nijmegen naar de stad op met de Churchill Crocodiles en de Shermantanks. De 71ste Brigade trok vanuit een meer zuidelijke route naar de stad op. In de middag van 22 oktober bereikte de 160ste Brigade de Kruisstraat. Het 71ste kwam langzamer vooruit waarop generaal Ross twee van zijn regimenten richting de 160ste stuurde. Ze werden tijdelijk opgehouden door een mijnenveld en pas op de 23ste werd Rosmalen bereikt.

## Slag om 's-Hertogenbosch
In de nacht van 23 op 24 oktober begonnen de Britten met hun bombardement op de stad. Zo'n 50.000 granaten werden afgeschoten. Om te voorkomen dat de Britten de stad zouden bereiken hadden de Duitsers de bruggen rondom de stad opgeblazen, maar op 25 oktober wisten de Britten alsnog de stad binnen te komen via een looppad over de sluisdeuren van Sluis 0. Nadat er voldoende tanksteun was gearriveerd kon dit bruggenhoofd versterkt worden. Op 26 oktober werd er voornamelijk gevochten rondom de omgeving van het station. De Duitse generaal Friedrich Neumann gaf op 27 oktober vanuit Vlijmen nog de opdracht tot een tegenaanval, maar deze was tevergeefs en op deze dag was de stad geheel bevrijd.

## Nasleep
Tijdens de gevechten in 's-Hertogenbosch waren in totaal 118 burgerslachtoffers gevallen en waren er 274 Duitsers gesneuveld. Bij de Britten waren 144 soldaten in de strijd omgekomen. De stad had hevig geleden door het zesdaagse beleg: 722 panden waren volledig verwoest en 1057 gebouwen waren zwaar beschadigd. Ook het spoorwegemplacement was vernietigd en het station was gedeeltelijk verwoest.
1579: Schermersoproer · 
1585: Aanslag door Hohenlohe ·
1591: Maurits I ·
1594: Maurits II ·
1601: Maurits III ·
1603: Maurits IV · 
1622: Maurits V ·
1629: Beleg door Frederik Hendrik ·
1672: Beleg door Turenne · 
1794: Beleg door Pichegru · 
1814: Beleg door de Pruisen · 
1944: Operatie Alan